# Рудолф Фердинанд (Липе)
Рудолф Фердинанд фон Липе-Бистерфелд (на немски: Rudolf Ferdinand zur Lippe-Biesterfeld) от линията Липе-Бистерфелд на фамилията Дом Липе е граф и господар на Липе-Щернберг-Шваленберг-Бистерфелд (1678 – 1736).

## Биография
Роден е на 17 март 1671 година в Лемго. Той е син на граф Йобст Херман фон Липе-Бистерфелд (1625 – 1678) и съпругата му графиня Елизабет Юлиана фон Сайн-Витгенщайн-Хоенщайн (1634 – 1689), дъщеря на граф Йохан VIII фон Сайн-Витгенщайн-Хоенщайн-Фалендар (1601 – 1657) и графиня Анна Августа фон Валдек-Вилдунген (1608 – 1658).
Рудолф Фердинанд умира на 12 юли 1736 (четвъртък) в Бистерфелд (днес част от Люгде) на 65-годишна възраст. Синовете му разделят наследството на Липе-Бистерфелд (Фридрих Карл Август) и Липе-Вайсенфелд (Фердинанд Лудвиг).

## Фамилия
Рудолф Фердинанд се жени на 22 февруари 1705 г. (неделя) в Хале на Зале за графиня Юлиана Луиза фон Куновиц (* 21 август 1671 (петък), Касел; † 21 октомври 1741 (събота), Бистерфелд), дъщеря на граф Йохан Дитрих фон Куновиц (1624 – 1700) и графиня Доротея фон Липе-Браке (1633 – 1706). Те имат децата:
- Фридрих Карл Август (1706 – 1761), граф и господар на Липе-Бистерфелд (1736 – 1781), женен на 7 май 1732 г. (сряда) в Барут за графиня Барбара Елеонора фон Золмс-Барут (1707 – 1744), дъщеря на граф Йохан Христиан I фон Золмс-Барут в Кличдорф (1670 – 1726), внучка на Фридрих Зигизмунд I фон Золмс-Барут
- Казимир Херман (1706 – 1726)
- Антон Фридрих Лудвиг (1707 – 1718)
- Фердинанд Йохан Лудвиг (1709 – 1787), граф и господар на Липе-Вайсенфелд 1762 (1736 – 1781), женен на 30 октомври 1736 г. в Барут за графиня Ернестина фон Золмс-Барут (1712 – 1769), дъщеря на граф Йохан Христиан I фон Золмс-Барут в Кличдорф (1670 – 1726), внучка на Фридрих Зигизмунд I фон Золмс-Барут
- Хенриета Луиза (1711 – 1752), омъжена на 11 януари 1730 г. в Бистерфелд за граф Йохан Карл фон Золмс-Барут (1702 – 1735), син на граф Йохан Христиан I фон Золмс-Барут в Кличдорф (1670 – 1726) и внук на Фридрих Зигизмунд I фон Золмс-Барут
- Шарлота Маурицуя Елизабет († 1722)
- дете (*/† 1709)
- дете (*/† 1713)